# ¡En peligro de muerte!
¡En peligro de muerte! é um filme de comédia mexicano dirigido por René Cardona e produzido por Roberto Gómez Bolaños. Lançado em 1962, foi protagonizado pela dupla humorística Marco Antonio Campos e Gaspar Henaine.

## Elenco
- Marco Antonio Campos - Viruta
- Gaspar Henaine - Capulina
- Germán Valdés - Marshall Nylon
- Lorena Velázquez - Lupita
- Tere Velázquez - Lolita
- René Cardona Jr. - Brown
- Jorge Russek - Smith